# Énergie en Guinée
Le secteur de l'énergie en Guinée repose principalement sur trois sources d'énergie : la biomasse, le pétrole et l'hydroélectricité. La biomasse (bois à brûler et charbon de bois) représente la source d'énergie la plus utilisée. Elle est produite localement ; cependant, la Guinée doit importer tout le pétrole qu'elle utilise. Le potentiel hydroélectrique est important mais peu exploité. La moitié des Guinéens n'ont pas accès à l'électricité, et les trois quarts en zone rurale, et l'électricité est disponible par intermittence, même dans la capitale Conakry. La part de l'hydroélectricité dans la puissance installée électrique atteignait 77 % en 2020, et la mise en service du barrage de Souapiti en 2022 augmente fortement cette part.

## Production d'énergie primaire
En 2018, la production d'énergie primaire de la Guinée s'élevait à 117,6 PJ, dont 96,4 % de biomasse et 3,6 % d'électricité primaire (hydroélectricité).

### Biomasse
La biomasse (bois à brûler et charbon de bois) représente la source d'énergie la plus utilisée.

## Pétrole
Le pays n'a pas de réserves connues. Ses importations étaient d'environ 54,8 PJ en 2018.

## Consommation d'énergie

### Consommation intérieure d'énergie primaire
La consommation intérieure d'énergie primaire de la Guinée s'élevait en 2018 à 171,1 PJ, dont 66,3 % de biomasse, 31,3 % de produits pétroliers importés et 2,5 % d'électricité primaire (hydroélectricité).
La consommation par personne en 2012 était inférieure à l'équivalent d'une demi-tonne de pétrole, ce qui se décomposait en 80 % de biomasse, 18 % d'hydrocarbures, et 2 % d'électricité.

### Consommation finale d'énergie
La consommation finale d'énergie en Guinée s'élevait en 2018 à 154,8 PJ, dont 58,7 % de bois, 7,8 % de charbon de bois, 28 % de produits pétroliers importés et 3,7 % d'électricité. Elle s'est répartie en 17 % pour l'industrie, 68 % pour les ménages, 13 % pour les transports et 1 % pour le secteur tertiaire.
En 1995, le bois de chauffage était de loin la source d'énergie la plus utilisée, comptant pour environ 85 % du total. En 2008, ce pourcentage était de 89 %. Selon une étude de 2012 du FMI, plus de 74 % des foyers utilisent du bois de chauffage pour la cuisine, et 23 % du charbon de bois.

## Électricité
La compagnie de l'Électricité Nationale de Guinée est chargée de la production et de l'acheminement de l'électricité dans le pays. Cependant, l'électricité est mal distribuée ; même les foyers de la capitale ont de l'électricité moins de 12h par jour. Selon The World Factbook, en 2019 seuls 84 % des foyers en zone urbaine et 24 % des foyers en zone rurale, avaient accès à l'électricité. Il y a aussi une grande disparité entre l'est et l'ouest : à l'ouest de l'axe Ouré-Kaba-Tougué, presque 30 % des foyers ont accès à l'électricité, mais ce chiffre tombe à 5 % à l'est de l'axe.

### Production d'électricité
La production d'électricité de la Guinée était estimée à 1 781 GWh en 2019. La puissance installée était estimée à 992 MW en 2020, dont 77,1 % d'hydroélectricité, 22,2 % de centrales à combustibles fossiles et 0,7 % de solaire.
En 2013, la production d'électricité était de 971 GWh. En 2012, 67,8 % de l'électricité était obtenue à partir d'énergies fossiles, et le reste était de l'hydroélectricité.

#### Hydroélectricité

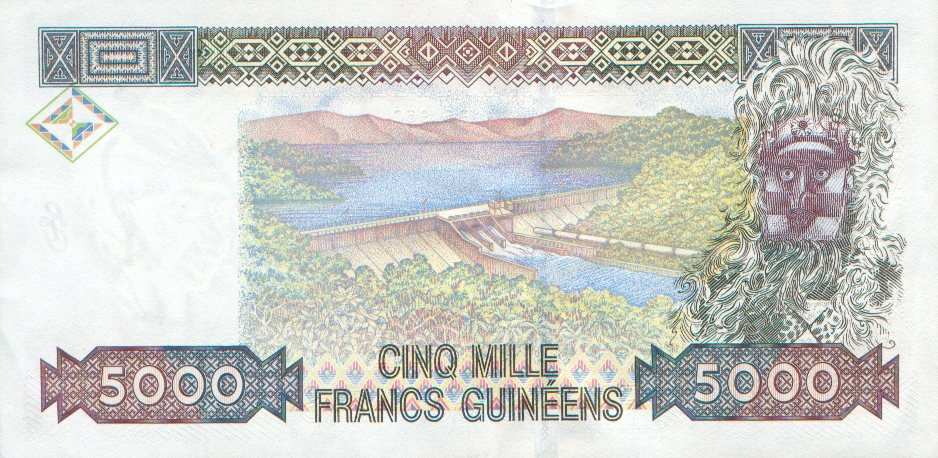
Un billet de 5 000 francs guinéens, montrant un barrage hydroélectrique.

Le pays a un très gros potentiel hydroélectrique : environ 6 000 MW de capacité, produisant 19 300 GWh par an, mais n'en exploite qu'un faible pourcentage,,.
Selon l'International Hydropower Association (IHA), la puissance installée des centrales hydroélectriques de la Guinée s'élevait à 1 156 MW fin 2022, soit 2,9 % du total africain, au 12e rang en Afrique, loin derrière l'Éthiopie (4 854 MW). En 2022, la Guinée a mis en service le barrage de Souapiti (450 MW).
En 2021, la puissance installée des centrales hydroélectriques guinéennes représentait 1,8 % du total africain, au 17e rang en Afrique.
Le barrage de Garafiri (75 MW), sur le fleuve Konkouré, fut construit de 1995 à 1999. Il a été financé par la Caisse française de développement (CFD) à hauteur de 50 millions de dollars (un quart du total), plusieurs fonds arabes, la Banque européenne d'investissement (BEI) et la Coopération canadienne.
Le barrage de Kaléta (240 MW), construit en aval de 2012 à 2015 par China International Water and Electric, filiale de China Three Gorges Corporation et financé à 75 % par China Exim Bank, le complète. Mais sa capacité de production se situe plutôt entre 30 et 100 MW pendant la saison sèche, du fait de l’absence de retenue d’eau en amont, lacune qui devrait être résolue avec la construction du barrage de Souapiti.
Le barrage de Souapiti est construit par China International Water Electric Corp (CWE) sur le fleuve Konkouré, en amont du barrage de Kaleta ; sa puissance prévue était de 550 MW et sa mise en service était initialement prévue fin 2019. Le 24 juin 2021, la centrale entre en exploitation commerciale après la réception provisoire marquant le transfert de propriété entre le maître d'ouvrage (ministère de l'Énergie et de l'Environnement de la République de Guinée) et l'exploitant : la Société de Gestion et d'Exploitation de Souapiti (SOGES), détenue à 51 % par l’État guinéen et 49 % par l’entrepreneur CWE. Elle produira à terme 1 900 GWh/an et portera la production de l'aménagement hydroélectrique de Kaléta, situé en aval, à 1 000 GWh/an. La mise en service finale a lieu en 2022 ; sa puissance est de 450 MW.
La construction du barrage d'Amaria (300 MW), lancée en janvier 2018 dans la préfecture de Dubréka, à l'aval du fleuve Konkouré, pour une durée prévue de quatre ans, est confiée à la société chinoise Tebian Electric Apparatus Stock Co (TBEA), qui le finance entièrement pour satisfaire ses besoins d’énergie pour son projet d’aluminium la zone de Boffa, riche en bauxite. Le 30 avril 2019 est signée la convention de concession du barrage d'Amaria entre le gouvernement et TBEA Group. TBEA compte investir 5 milliards $, dont 1,1 milliard $ pour la centrale d'Amaria, 1,5 milliard $ pour une raffinerie d'alumine de 1 Mt, la mine et les transports (voie ferrée et port en eau profonde).
Le projet de barrage hydroélectrique de Koukoutamba (294 MW), dans la préfecture de Tougué, sur le fleuve Sénégal, a été contesté par des associations écologistes à cause de son impact sur  le parc national du Moyen-Bafing, l’un des derniers espaces de protection des chimpanzés en Afrique de l’Ouest.

### Échanges internationaux
Le pays est impliqué dans des projets régionaux d'interconnexion comme l'Organisation pour la mise en valeur du fleuve Sénégal, l'Organisation pour la mise en valeur du fleuve Gambie, et le Système d’échanges d’énergie électrique ouest africain.

### Consommation d'électricité
On estime la consommation d'électricité du pays en 2012 à 903 GWh.